# Manuel Estiarte

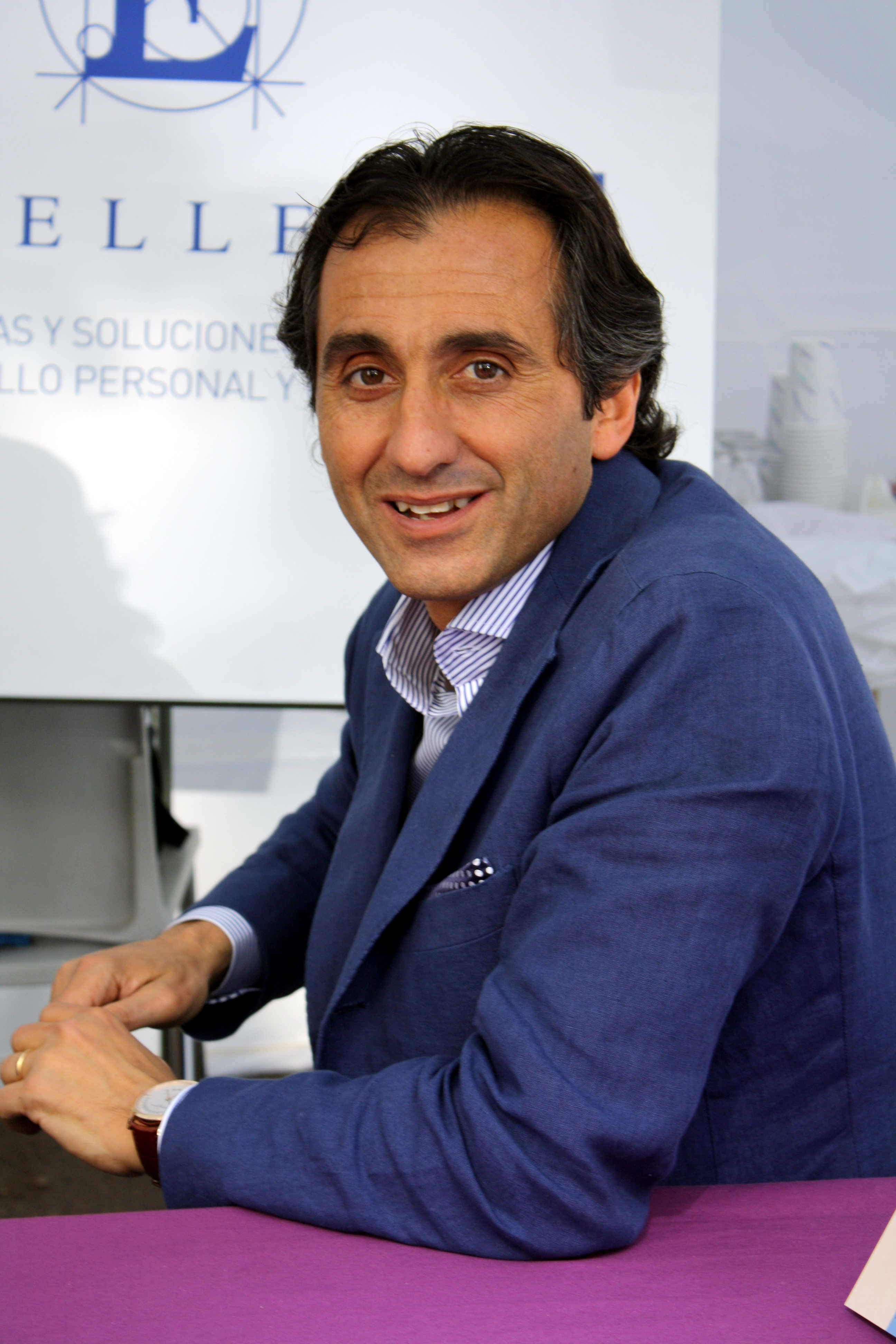
Manuel Estiarte (2009)

Manuel Estiarte Duocastella (spanisch) oder Manel Estiarte i Duocastella (katalanisch) (* 26. Oktober 1961 in Manresa) ist ein ehemaliger spanischer Wasserballspieler. Er gilt als einer der besten Wasserballspieler aller Zeiten. Mit der spanischen Nationalmannschaft wurde er Olympiasieger 1996 und Weltmeister 1998 sowie Olympiazweiter 1992 und Weltmeisterschaftszweiter 1991 und 1994.
Estiarte nahm als einziger Wasserballspieler an sechs Olympischen Spielen teil und ist mit 127 Toren olympischer Torschützenkönig.

## Aktive Karriere

### Verein
Estiarte begann seine sportliche Laufbahn in seiner Heimatstadt beim Club Natació Manresa, bei dem auch seine Schwester Rosa Estiarte, als Schwimmerin Olympiateilnehmerin 1976, aktiv war. Von 1979 bis 1985 spielte er bei CN Barcelona, mit dem er in der Saison 1981/82 Europapokalsieger wurde. Danach ging Estiarte als Profi nach Italien. Von 1985 bis 1989 spielte er für AS Pescara, mit denen er 1988 den Europapokal gewann. Von 1989 bis 1991 war er bei Rari Nantes Savona. In den acht Jahren danach spielte er sechs Jahre für Pescara, 1991/92 war er bei CN Catalunya  und 1994/95 bei Volturno SC. 1999 wechselte er zu CN Atlètic-Barceloneta.
Estiarte war spanischer Meister von 1980 bis 1983 mit CN Barcelona und 1992 mit CN Catalunya. In Italien gewann er 1987, 1997 und 1998 den Meistertitel mit Pescara und 1991 mit Savona.

### Nationalteam
Estiarte debütierte 1976 in der spanischen Nationalmannschaft und beendete seine Karriere 2000 nach den Olympischen Spielen in Sydney. In insgesamt 578 Länderspielen erzielte er über 600 Tore.
Seine erste Medaille mit der spanischen Mannschaft gewann Estiarte 1979 bei den Mittelmeerspielen in Split. Jugoslawien gewann den Titel vor Italien und Spanien. 1980 nahm Estiarte erstmals an Olympischen Spielen teil. Beim Olympiaturnier in Moskau qualifizierten sich die Spanier in der Vorrunde hinter der Mannschaft der Sowjetunion für die Finalrunde, während die italienischen Weltmeister als Vorrundendritte die Finalrunde verpassten. In der Finalrunde siegte die Mannschaft aus der Sowjetunion vor den Jugoslawen und den Ungarn, die Spanier belegten den vierten Platz. Manuel Estiarte war mit 21 Toren Torschützenkönig des Turniers. Beim 9:7-Sieg über Kuba erzielte Estiarte fünf Tore. Lediglich bei der 2:6-Niederlage gegen den Olympiasieger Sowjetunion gelang dem 18-jährigen Estiarte kein Treffer.
1983 bei der Europameisterschaft in Rom gewann Estiarte mit dem spanischen Team die Bronzemedaille hinter der sowjetischen Mannschaft und den Ungarn. Im Jahr darauf waren bei den Olympischen Spielen 1984 in Los Angeles die Sowjetunion und die Ungarn wegen des Olympiaboykotts nicht dabei. In der Vorrunde belegten die Spanier nur den zweiten Platz hinter dem Team aus den Vereinigten Staaten. Nach der Finalrunde standen die Jugoslawen als Olympiasieger vor dem US-Team fest, Bronze ging an die Mannschaft aus der Bundesrepublik Deutschland, während die Spanier wie 1980 den vierten Platz belegten. Manuel Estiarte erzielte 34 Treffer in sieben Spielen und stellte einen Rekord für die meisten Treffer bei einem Olympiaturnier auf. Im Vorrundenspiel gegen Brasilien warf er neun Tore. Bei seiner dritten Olympiateilnahme 1988 in Seoul belegten die Spanier den sechsten Platz hinter den Australiern. Estiarte wurde gleichwohl zum dritten Mal Torschützenkönig mit 26 oder 27 Treffern.
Anfang 1991 fand im Rahmen der Schwimmweltmeisterschaften in Perth die Weltmeisterschaft 1991 statt. Die Spanier belegten in ihrer Vorrundengruppe den zweiten Platz hinter den Jugoslawen, erreichten aber mit zwei Siegen in der Zwischenrunde das Halbfinale. Nach einem 9:8-Sieg über die Ungarn verloren die Spanier im Finale mit 7:8 gegen die Jugoslawen. Im Sommer 1991 bei der Europameisterschaft in Athen erreichten die Spanier das Finale mit einem 13:8-Sieg über die letztmals antretende sowjetische Mannschaft. Im Finale siegten die Jugoslawen mit 11:10. 1992 war Barcelona Gastgeber der Olympischen Spiele. Die Spanier gewannen ihre Vorrundengruppe vor den Italienern, wobei der direkte Vergleich 9:9 endete. Estiarte hatte in diesem Spiel vier Tore geworfen. Die Spanier erreichten das Finale mit einem 6:4-Sieg gegen das Team aus den Vereinigten Staaten. Im Finale trafen die Spanier wieder auf die Italiener und diese gewannen mit 9:8. Es war die erste olympische Medaille für die spanischen Wasserballspieler überhaupt. Estiarte wurde mit 22 Toren zum vierten Mal Torschützenkönig eines Olympiaturniers, diesmal gleichauf mit dem Ungarn Tibor Benedek.
1993 belegten die Spanier den dritten Platz bei der Europameisterschaft in Sheffield. Es siegten die Italiener vor den Ungarn. Bei der Weltmeisterschaft 1994 in Rom gewannen die Spanier ihre Vorrundengruppe vor den Kroaten, beide Teams erreichten auch das Halbfinale. Nach einem 9:6-Sieg über die russische Mannschaft unterlagen die Spanier im Finale den Italienern mit 5:10. Estiarte war mit 25 Treffern Torschützenkönig des Turniers, im Finale warf er nur ein Tor. 1995 belegten die Spanier den fünften Platz bei der Europameisterschaft in Wien. Bei den Olympischen Spielen 1996 in Atlanta wurde Estiarte mit 13 Toren erstmals in seiner olympischen Karriere nicht Torschützenkönig. Er verteilte jetzt öfter die Bälle, was das Spiel der Spanier für die Gegner schwerer ausrechenbar machte. Die Spanier belegten in der Vorrunde den dritten Platz hinter Ungarn und Jugoslawen. Im Viertelfinale besiegten sie das Team aus den Vereinigten Staaten mit 5:4 und im Halbfinale gewannen sie 7:6 gegen die Ungarn. Im Olympiafinale bezwangen die Spanier die kroatische Mannschaft mit 7:5, Estiarte warf im Finale drei Treffer.
1997 belegte die spanische Nationalmannschaft den fünften Platz bei der Europameisterschaft in Sevilla, nachdem die Mannschaft in der zweiten Verlängerung des Viertelfinalspiels gegen Jugoslawien verloren hatte. Die Weltmeisterschaft 1998 fand wie die Weltmeisterschaft 1991 in Perth statt. Die Spanier erreichten als Gewinner ihrer Vorrunden- und ihrer Zwischenrundengruppe das Halbfinale. Dort bezwangen sie die Jugoslawen im 5:3, im Finale gewannen sie 6:4 gegen die Ungarn. Estiarte, der im Finale zwei Tore geworfen hatte, wurde zum besten Spieler des Turniers gewählt. 1999 belegten die Weltmeister nur den sechsten Platz bei der Europameisterschaft in Florenz. Sie hatten im Viertelfinale mit 6:7 gegen das griechische Team verloren. 2000 in Sydney nahm Manuel Estiarte als erster Wasserballspieler an seinen sechsten Olympischen Spielen teil und trug bei der Eröffnungsfeier die spanische Flagge ins Olympiastadion. In der Vorrunde belegten die Spanier den dritten Platz hinter den Russen und den Italienern, gewannen aber im Viertelfinale mit 9:8 gegen Kroatien. Nach einem 7:8 im Halbfinale gegen die Russen verloren die Spanier auch das Spiel um den dritten Platz mit 3:8 gegen Serbien. Estiarte hatte damit zum dritten Mal mit der spanischen Mannschaft den vierten Platz bei Olympischen Spielen belegt. Bei seinen letzten Olympischen Spielen hatte er noch einmal zehn Tore geworfen. Insgesamt warf Manuel Estiarte bei seinen sechs Olympiateilnahmen 127 Treffer.

## Nach der sportlichen Karriere

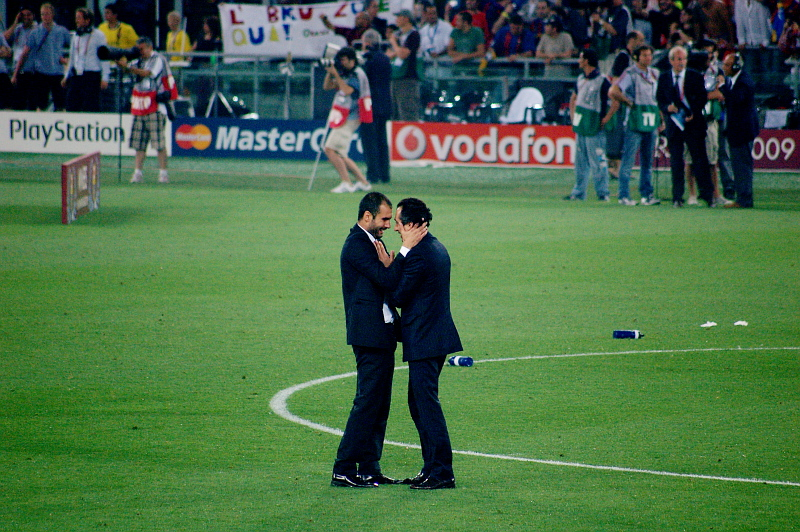
Pep Guardiola und Manuel Estiarte (2009)

Von 2000 bis 2004 war Manuel Estiarte gewählter Athletenvertreter im IOC. 2008 übernahm er administrative Aufgaben im Team von Pep Guardiola beim FC Barcelona. Von 2013 bis 2016 war er mit Guardiola beim FC Bayern München tätig, seit 2016 ist Estiarte bei Manchester City.

## Ehrungen
Manuel Estiarte war von 1986 bis 1992 Welt-Wasserballspieler des Jahres. 1993 wurde er mit der Goldmedaille des königlich-spanischen Ordens für sportliche Verdienste ausgezeichnet, 1996 erhielt er das Großkreuz dieses Ordens. 2001 erhielt er den Prinz-von-Asturien-Preis für sportliche Leistungen. 2007 wurde er in die International Swimming Hall of Fame (ISHOF) aufgenommen.

## Einordnung
Trotz seiner mit 1,78 m für einen Wasserballspieler geringen Körpergröße und seines geringen Körpergewichts war er über Jahre als Torschütze nicht zu stoppen. Das Fachmagazin Swimmingworld bezeichnet ihn in seinem Hall-of-Fame-Eintrag als besten Wasserballspieler aller Zeiten. Die Olympedia führt ihn zusammen mit dem Ungarn Dezső Gyarmati als einen der beiden größten Wasserballspieler aller Zeiten.